# Groupe 42
Pour l’article homonyme, voir Groupe 42 (société).
Le Groupe 42 (en tchèque : Skupina 42) est un collectif d'artistes fondé en 1942 en Tchécoslovaquie qui trouve ses racines dans les années 1938-1939, les premiers membres se regroupant en 1940. Bien que les activités du groupe soient interdites en 1948, ils auront une influence sur l'art et la littérature tchèques.

## Membres et représentants

### Théoriciens
- Jindřich Chalupecký
- Jiří Kotalík

### Poètes
- Jiří Kolář
- Ivan Blatný
- Jiřina Hauková
- Josef Kainar
- Jan Hanč

### Écrivains
- Zdeněk Němeček

### Peintres
- František Hudeček
- Kamil Lhoták
- Karel Soucek
- Jan Kotík
- Jan Smetana
- Bohumír Matal
- František Gross

### Sculpteurs
- Ladislav Zívr

### Photographes
- Miroslav Hák